# Río Llares
El río Llares es un curso fluvial de Cantabria (España) perteneciente a la cuenca hidrográfica del Saja-Besaya. 

## Curso
Tiene una longitud de 12,513 kilómetros, con una pendiente media de 4,6°. Nace al suroeste del municipio de Arenas de Iguña, aumentando su flujo gracias a los muchos arroyos que se le unen al pie de la sierra de la Rasía; su cabecera está incluida en el parque natural del Saja-Besaya y constituye el mayor atractivo del municipio, siendo frecuentado por senderistas y pescadores, y discurriendo entre bosquetes de acebos, hayas y robles.
Su nombre lo comparte con el pueblo Los Llares, cercano a Las Fraguas. La Autovía Cantabria-Meseta lo atraviesa.
Uno de sus principales afluentes es el arroyo Llaris, que ha devenido históricamente en un nombre cántabro femenino. El nombre "Llares" puede haber surgido de una castellanización de la terminación cántabra (el cierre vocálico -is, característico del idioma montañés), o viceversa.[cita requerida]